# Asplenium sciadophilum
Asplenium sciadophilum är en svartbräkenväxtart som beskrevs av George Richardson Proctor. Asplenium sciadophilum ingår i släktet Asplenium och familjen Aspleniaceae. Inga underarter finns listade.